# Норденхам
Норденха́м (нем. Nordenham [nɔʁdənˈham], н.-нем. Nordenham) — город в Германии, в земле Нижняя Саксония.
Входит в состав района Везермарш. Население составляет 26 826 человек (на 31 декабря 2010 года). Занимает площадь 87,2 км². Официальный код — 03 4 61 007.
Город подразделяется на 35 городских районов.
| Год  | Население |
| ---- | --------- |
| 1990 | 28 588    |
| 1995 | 29 224    |
| 2000 | 28 284    |
| 2005 | 27 702    |
| 2010 | 26 978    |

## Фотографии

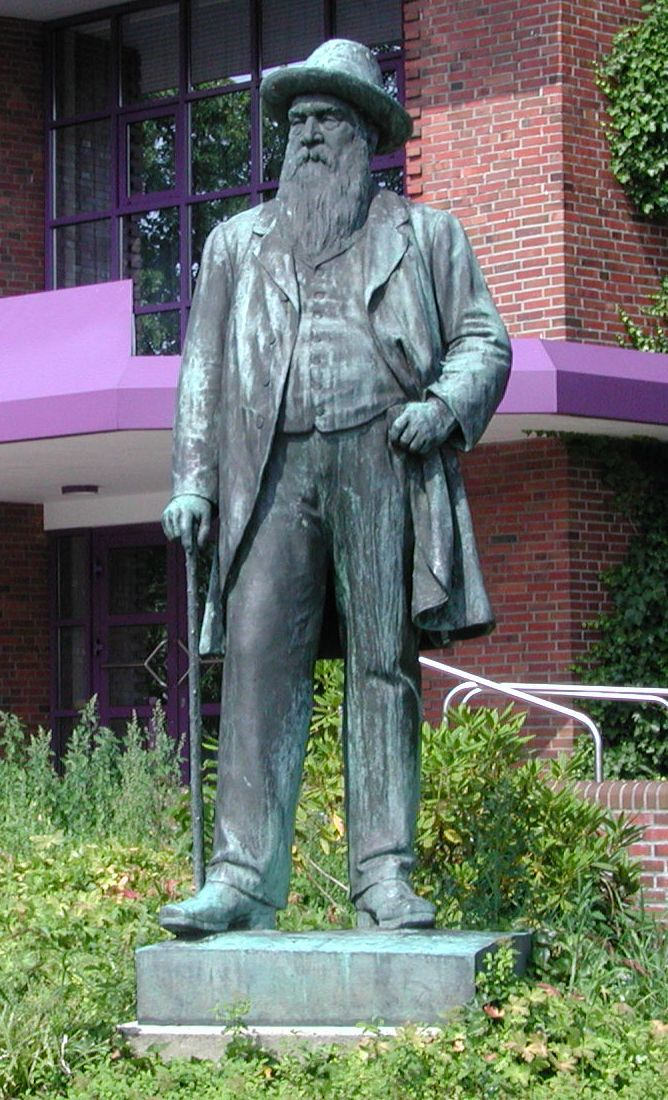
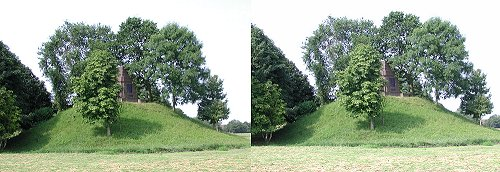
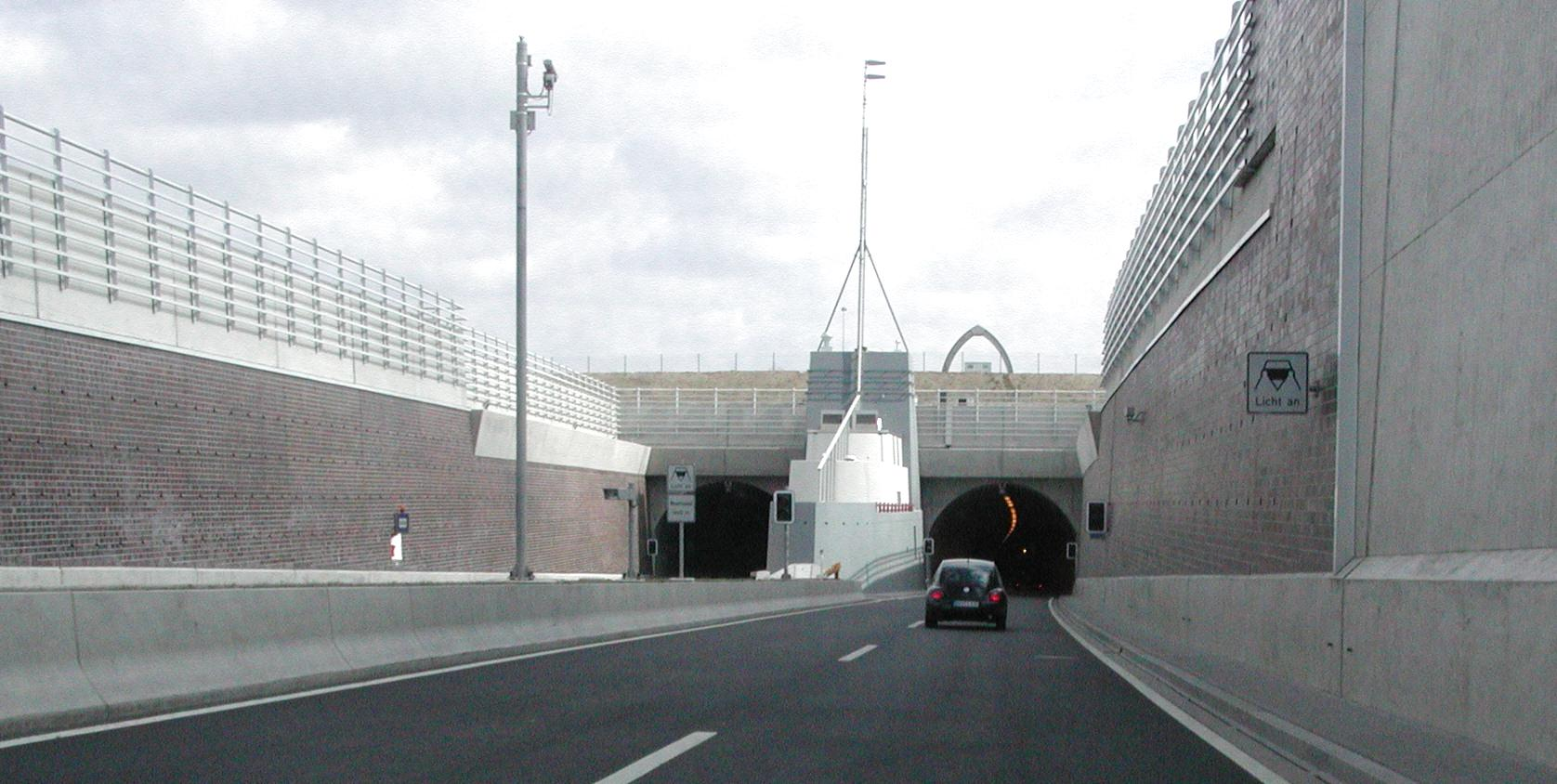
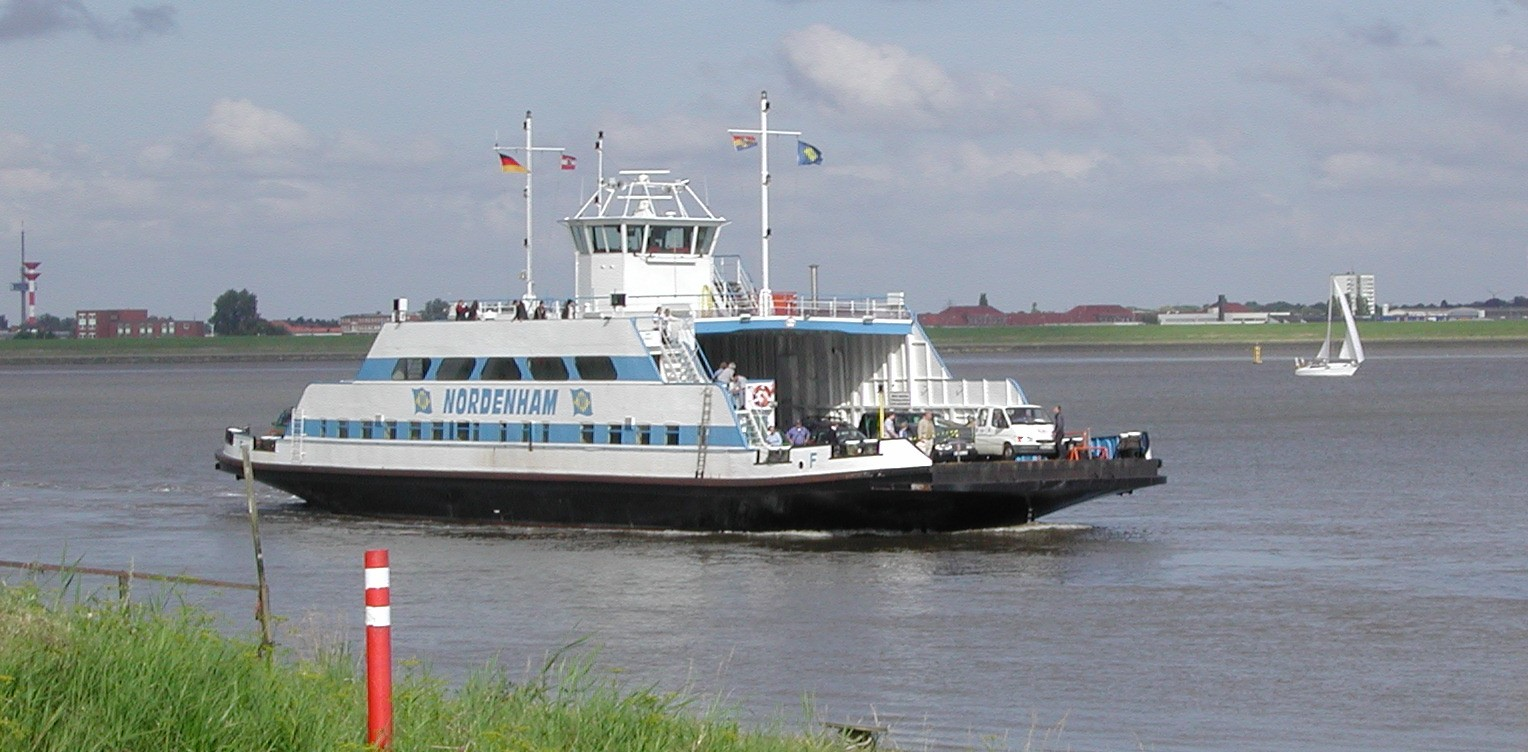